# Stelle principali della costellazione del Centauro
Segue un prospetto delle stelle principali della costellazione del Centauro, elencate per magnitudine decrescente.